# StuffIt Expander
StuffIt Expander är ett komprimeringsprogram för Macintosh.
Expander var länge det alltigenom dominerande programmet för att öppna kompimerade filer (Expander kunde inte packa filer) på Macintosh, och StuffIt-formatet det populäraste komprimeringsformatet. Förutom sitt eget format packar Expander upp de flesta vanligt förekommande format (se lista nedan). I och med att Mac OS infördes minskade behovet av StuffIts filöverföringsmetoder, samtidigt som operativsystemet fick inbyggt stöd för ZIP-formatet. Detta har lett till minskat behov av Expander, men programmet är ännu populärt, och följer med i alla Mac OS-installationer.

## Filformat
- A to B (.btoa)
- AppleLink Package (.pkg)
- AppleSingle (.as)
- Arc (.arc)
- BinHex (.hqx)
- bzip (.bzip, .bz, .bz2, .tbz)
- Compact Pro (.cpt)
- Disk Copy skivavbildning
- DiskDoubler (.dd)
- gzip (.gz, .tgz)
- LHA (.lha, .lzh)
- MacBinary (.bin)
- Base64 (.mime)
- Private File (.pf), ett krypteringsformat
- RAR (.rar)
- ShrinkWrap (endast Macintosh Classic)
- StuffIt (.sit, .sitx, .sea) v1.5.1 till 8.0.x, med kryptering
- tar (.tar)
- Unix Compress (.Z, .taz)
- UU (.uu, .uue, .enc)
- ZIP (.zip), även komprimerad ZIP och PKWares Deflate64.